# Gary Bond
Gary James Bond (Liss, 7 febbraio 1940 – Ealing, 12 ottobre 1995) è stato un attore britannico, noto soprattutto come interprete di musical.

## Biografia
Gary Bond nacque a Liss in una famiglia di forte tradizione militare. Dopo gli studi superiori e la morte del padre, Bond si trasferì a Johannesburg per un anno e, al suo ritorno, studiò recitazione alla Royal Central School of Speech and Drama.
A ventitré anni Bond fece il suo debutto sulle scene al Connaught Theatre di Worthing e nel 1962 ottenne un primo successo per il ruolo di Pip nel dramma di Arnold Wesker Chips with Everything in scena al Royal Court Theatre di Londra; l'anno successivo tornò ad interpretare il ruolo a Broadway. Negli anni successivi recitò assiduamente a teatro in numerose compagnie di repertorio, ricoprendo un grande numero di ruoli di rilievo del repertorio classico e moderno, tra cui Sebastian ne La dodicesima notte e Sergius ne Le armi e l'uomo di George Bernard Shaw. Nel 1970 tornò sulle scene londinesi per interpretare il protagonista Benedetto in Molto rumore per nulla al Regent's Park Open Air Theatre, interpretando anche Lord Byron in un one-man-show sul poeta inglese.
Nel 1972 ottenne il suo ruolo di maggior successo quando fu scelto per interpretare Giuseppe nella prima del musical di Andrew Lloyd Webber e Tim Rice Joseph and the Amazing Technicolor Dreamcoat prima al festival di Edimburgo e poi al Young Vic e Noël Coward Theatre di Londra. Nel 1976 si unì alla Royal Shakespeare Company, interpretando così numerosi ruoli di rilievo in opere di Eugene O'Neill, Maxim Gorky, Noël Coward e Jean Anouilh. Nel 1978 rimpiazzò David Essex nel ruolo del protagonista Che nel musical Evita al Prince Edward Theatre del West End con Elaine Paige e la regia di Harold Prince. La sua terza e ultima collaborazione con Andrew Lloyd Webber avvenne nel 1993 quando, nonostante la diagnosi di HIV, tornò sulle scene del West End per recitare nella prima di Aspects of Love.

### Vita privata
Dichiaratamente gay, Gary Bond ebbe una relazione con Jeremy Brett dal 1969 al 1976, durante la quale ebbe anche un flirt con Ian McKellen. Nel 1979 conobbe l'illustratore statunitense E.J. Taylor a Fire Island e i due rimasero insieme per sedici anni, fino alla morte di Bond, causata dall'AIDS quando l'attore aveva cinquantacinque anni.

## Filmografia parziale

### Cinema
- Zulu, regia di Cy Endfield (1964)
- Anna dei mille giorni (Anne of the Thousand Days), regia di Charles Jarrott (1969)
- Wake in Fright, regia di Ted Kotcheff (1971)

### Televisione
- Riviera Police – serie TV, episodio 1x09 (1965)
- Cuore e batticuore (Hart to Hart) – serie TV, episodio 5x05 (1983)